# How Great Thou Art (Willie Nelson)
How Great Thou Art è il quarantacinquesimo album in studio del cantante di musica country statunitense Willie Nelson, pubblicato nel 1997.

## Tracce
1. How Great Thou Art - 3:51
2. Swing Low, Sweet Chariot - 4:12
3. It Is No Secret (What God Can Do) - 5:17
4. Kneel at the Feet of Jesus - 2:34
5. Just as I Am - 3:40
6. Just a Closer Walk With Thee - 6:59
7. Farther Along - 5:21
8. What a Friend We Have in Jesus - 3:19
9. In the Garden - 5:05